# .be
.be — национальный домен верхнего уровня для Бельгии. Однако регистрировать домены .be могут граждане и организации любой страны без ограничений.
Изначально зону .be администрировал профессор Пьер Вербатен (нидерл. Pierre Verbaeten) из Католического Университета Лёвена; в 2000 году управление зоной .be перешло к DNS Belgium. На конец 2005 года в зоне .be насчитывалось более 470 тысяч доменов второго уровня. В ноябре 2005 года регистратура зоны .be запустила акцию бесплатной регистрации доменов второго уровня; в первый же день акции было зарегистрировано 17 тысяч доменов. Акция действовала до начала 2006 года.
В зоне .be зарегистрированы адреса youtu.be и yt.be — короткие варианты youtube.com